# یانگ جیه‌چی
یانگ جیه‌چی (انگلیسی: Yang Jiechi)؛ (زادهٔ ۱ مه ۱۹۵۰) سیاست‌مدار اهل چین است. از سال ۲۰۱۳ تا ۲۰۲۳، او اداره کننده کمیسیون مرکزی سیاست خارجی حزب کمونیست چین (CPC), عالی‌ترین دیپلمات تحت شی جین پینگ دبیرکل حزب کمونیست چین بود و از سال ۲۰۱۷ تا ۲۰۲۲ از اعضای پلیتبوروی حزب کمونیست چین بود. او عموماً از برجسته‌ترین معماران روابط خارجی معاصر چین محسوب می‌شود. او بخش زیادی از زندگی حرفه ای خود را در ایالات متحده آمریکا، که از ۲۰۰۱ تا ۲۰۰۵ به عنوان سفیر چین در آن فعالیت می‌کرد، سپری کرده‌است.
وی از ۲۷ آوریل ۲۰۰۷ تا ۱۶ مارس ۲۰۱۳ عهده‌دار سمت وزیر امور خارجه چین بود.